# Sarai

Territorio de la Horda de Oro en 1389. Sarái Batú está marcada por una estrella.

Sarái Batú, también transcrita como Sarái o Saraj (de origen persa, sarāy "palacio" o "corte", entró en Turco en el siglo XI), fue una antigua ciudad cercana a la desembocadura del río Volga, cerca de la actual Astracán (óblast de Astracán de Rusia), fundada por Batú Kan, nieto de Gengis Kan. Probablemente el propio Batú Kan hizo de ella la capital de la Horda de Oro, la rama occidental del Imperio mongol que gobernó buena parte de la Rusia occidental y Asia central durante los siglos XIII y XIV. 
Era una de las mayores ciudades del mundo medieval, contaba con una población multiétnica compuesta mayormente por rusos y gentes del Cáucaso y datada por la Enciclopedia Británica de 2005 en seiscientos mil habitantes en su apogeo, en su interior también llegó a albergar más de 10 grandes mezquitas. La ciudad fue saqueada por las tropas de Tamerlán en 1395. Las fuerzas de Iván IV "El Terrible" destruyeron finalmente Sarái después de haber conquistado el Kanato de Astracán en 1556.